# La Flûte de Pan
 (mars 2012).
Si vous disposez d'ouvrages ou d'articles de référence ou si vous connaissez des sites web de qualité traitant du thème abordé ici, merci de compléter l'article en donnant les références utiles à sa vérifiabilité et en les liant à la section « Notes et références ».
Ne doit pas être confondu avec Flûte de Pan.
La Flûte de Pan est une société familiale créée à la fin du XIXe siècle. L'activité historique et principale de La Flûte de Pan est la vente de partitions musicales et d'ouvrages de pédagogie musicale.
Depuis le début des années 2000, La Flûte de Pan vend en magasin comme sur son site de vente en ligne des livres et des accessoires de musique. Par ailleurs, La Flûte de Pan possède un rayon de papeterie musicale.

## Historique
- 1915 - Création de l'enseigne à Paris, au 49 rue de Rome à Paris dans le 8e arrondissement
- 1987 - Rachat par Annie Lavigne et Martine Joulié (sœurs) à M. et Mme Pierre Monnier
- 1989 - Ouverture d'un nouveau magasin situé au 59 rue de Rome à Paris dans le domaine des partitions pour claviers (piano, orgue, clavecin), musique vocale et chorale.
- 1991 - Agrandissement de la boutique située au 49 rue de Rome, à l'angle de la rue de Madrid, en rachetant le local du luthier Jacques Camurat.
- 1993 - Ouverture d'un nouveau magasin situé au 53 rue de Rome à Paris dans le domaine des cuivres, saxophone, jazz, variété française, variétés internationales, musiques de films et comédies musicales.
- Septembre 2010 - Ouverture de la boutique en ligne : laflutedepan.com
- Septembre 2013 - Nouvelle version du site internet avec l'ouverture des rayons Livres (ouvrages consacrés à la musique) et Accessoires (pour la pratique instrumentale).
- Juillet 2015 - Création du département Papeterie musicale sur le site internet de l'entreprise.
- Septembre 2015 - Mise en ligne de la version mobile du site internet marchand : laflutedepan.com